# Освальд, Манено
Манено Освальд (англ. Maneno Oswald; 25 февраля 1970) — танзанийский профессиональный боксёр, первой полусредней, средней, второй средней и полутяжёлой весовых категориях. На профессиональном ринге провёл 74 поединка, 39 выиграл (26 из них выиграл нокаутом), 30 проиграл и 5 завершились вничью. Бывший обладатель титула континентального чемпиона Африки по версии IBF.

## Карьера
Манено Освальд дебютировал на профессиональном ринге 5 апреля 1991 года, победив Салима Пенгою. 12 сентября 1999 года завоевал вакантный титул континентального чемпиона африканских стран в полусреднем весе по версии IBF, выиграв у кенийца Мохамада Орунги. 12 мая 2000 года провёл единственную защиту титула, которая завершилась его победой по очкам. 23 марта 2002 года проиграл дисквалификацией в бою за титул чемпиона стран Содружества в полусреднем весе. 25 апреля 2004 года выиграл титул чемпиона по Восточной и Центральной Африканской федерации бокса в среднем весе. 17 декабря того же года проиграл в бою за вакантный титул чемпиона по версии PABA в среднем весе. 2 сентября потерпел поражение в бою за титул чемпиона по Танзанийской профессиональной боксёрской комиссии. 1 октября 2011 года проиграл в поединке за вакантный титул чемпиона по Восточной и Центральной Африканской федерации бокса в среднем. В последний раз вышел на ринг в качестве профессионального боксёра 20 ноября 2015 года, проиграв единодушным решением судьей Онгому Касумали.